# Річард Шлезінґер (тенісист)
Річард Шлезінґер (англ. Richard Schlesinger; 23 вересня 1900 — 1 січня 2000) — колишній австралійський тенісист.
Найвищим досягненням на турнірах Великого шолома були фінали в одиночному та змішаному парному розрядах.
Завершив кар'єру 1933 року.

## Фінали турнірів Великого шолома

### Одиночний розряд:2 поразки
| Рік  | Турнір                | Покриття | Суперник у фіналі | Рахунок у фіналі        |
| 1924 | Чемпіонат Австралазії | Трава    | Джеймс Андерсон   | 3–6, 4–6, 6–3, 7–5, 3–6 |
| 1929 | Чемпіонат Австралії   | Трава    | Колін Ґреґорі     | 2–6, 2–6, 7–5, 5–7      |